# Regione Metropolitana di Foz do Rio Itajaí
La regione metropolitana di Foz do Rio Itajaí era una regione metropolitana brasiliana dello Stato di Santa Catarina. Venne creata dalla legge complementare statale nº 221 del 2002 ed estinta dalla legge complementare statale nº 381 del 2007. Era composta da cinque comuni (Balneário Camboriú, Camboriú, Itajaí, Navegantes e Penha), che formavano il nucleo metropolitano, mentre l'area d'espansione comprendeva altri quattro comuni (Bombinhas, Itapema, Balneário Piçarras e Porto Belo).
Le principali attività economiche dell'area sono incentrate sul turismo. Durante la stagione estiva il flusso di visitatori raggiunge la cifra di un milione e mezzo, soprattutto a Balneário Camboriú. Altra attività importante è l'edilizia.
Quanto alle comunicazioni, il territorio della regione possiede un aeroporto internazionale a Navegantes. A Itajaí c'è il porto principale dello Stato di Santa Catarina e il secondo del Brasile.

## Comuni
| Regione metropolitana | Regione metropolitana | Regione metropolitana |
| Comuni                | Popolazione (ab.)     | Superficie (km²)      |
| --------------------- | --------------------- | --------------------- |
| Itajaí                | 168 088               | 289                   |
| Balneário Camboriú    | 97 954                | 46                    |
| Camboriú              | 53 004                | 215                   |
| Navegantes            | 50 888                | 111                   |
| Penha                 | 21 056                | 58                    |
| Totale                | 390 990               | 719                   |

| Area d'espansione  | Area d'espansione | Area d'espansione |
| Comune             | Popolazione (ab.) | Superficie (km²)  |
| ------------------ | ----------------- | ----------------- |
| Itapema            | 35 990            | 59                |
| Porto Belo         | 13 475            | 93                |
| Balneário Piçarras | 12 438            | 86                |
| Bombinhas          | 11 659            | 34                |